# Болешин (Свентокшиське воєводство)
Болешин (пол. Boleszyn) — село в Польщі, у гміні Васнюв Островецького повіту Свентокшиського воєводства.
Населення — 388 осіб (2011).
У 1975-1998 роках село належало до Келецького воєводства.

## Демографія
Демографічна структура на день 31 березня 2011 року:
|          | Загалом | Допрацездатний вік | Працездатний вік | Постпрацездатний вік |
| -------- | ------- | ------------------ | ---------------- | -------------------- |
| Чоловіки | 201     | 47                 | 126              | 28                   |
| Жінки    | 187     | 39                 | 93               | 55                   |
| Разом    | 388     | 86                 | 219              | 83                   |